# Haydon Bridge
Haydon Bridge è un paese di 2.000 abitanti della contea del Northumberland, in Inghilterra.